# N Seoul Tower
Vista da N Seoul Tower.
A N Seoul Tower, oficialmente denominada CJ Seoul Tower e mais conhecida como Namsan Tower ou Seoul Tower, é uma torre de comunicação e observação localizada no monte Namsan na região central de Seul, Coreia do Sul. Ela marca o ponto mais alto em Seul.

## História
Construída entre 1969 e 1975, com um custo de aproximadamente $2,5 milhões, foi aberta ao público em 1980. Desde então, a torre tem sido um marco de Seul. Mede 236,7 metros de altura (a partir da base) e chega até 479,7 metros acima do nível do mar.
Quando o proprietário original da N Seoul Tower realizou uma fusão com a CJ Corporation, recebeu o nome oficial de CJ Seoul Tower. Também é conhecida como Namsan Tower ou Seoul Tower.

## Atrações
Muitos visitantes utilizam o téleferico de namsam para chegar até a montanha, e depois concluem o trajeto a pé até a torre. A torre possui uma loja de presentes e restaurantes do andar térreo. Os visitantes podem subir a torre por uma taxa. Há quatro plataformas de observação (a 4ª plataforma, que é o restaurante giratório, roda a uma velocidade de uma rotação a cada 48 minutos), bem como lojas e dois restaurantes. A maior parte da cidade de Seul pode ser vista a partir do topo. Próximo da N Seoul Tower está uma segunda torre de transmissão.
Em 2008, o Teddy Bear Museum ("Museu do Urso de Pelúcia") foi aberto na torre, com uma árvore de natal de 7 metros feita com 300 ursos de pelúcia para comemorar a abertura. Ela apresenta ursos de pelúcia no passado, presente e no futuro de Seul, assim como modelos de ursos de pelúcia em atrações de Seul, como o riacho Cheonggyecheon, Myeong-dong, Insa-dong e Heunginjimun.
A torre é iluminada em azul, a partir do pôr do sol às 23:00 h e às 22:00 h no inverno, em dias onde o índice de qualidade do ar em Seul é de 45 ou menos. Durante a primavera de 2012, a torre foi iluminada por 52 dias, o que representa quatro dias a mais do que em 2011.

## Estações de televisão
- Canal 6 HLSQ-TV/DTV SBS 50-kilowatt Canal 68 [44]/6-1 5-kilowatt
- Canal 7 HLSA-TV/DTV KBS2 50-kilowatt Canal 63 [45]/7-1 5-kilowatt
- Canal 9 HLKA-TV/DTV KBS1 50-kilowatt Canal 62 [22]/9-1 5-kilowatt
- Canal 11 HLKV-TV/DTV MBC 50-kilowatt Canal 61 [50]/11-1 5-kilowatt
- Canal 13 HLQL-TV/DTV EBS 10-kilowatt Canal 64 [46]/10-1 -kilowatt

## Galeria de imagens

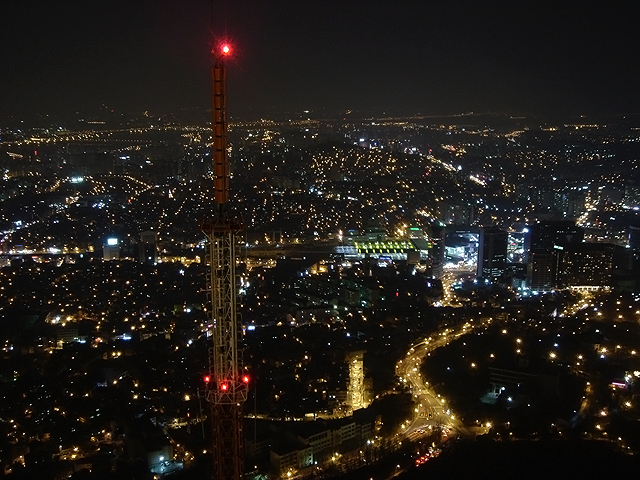
A torre vista à noite
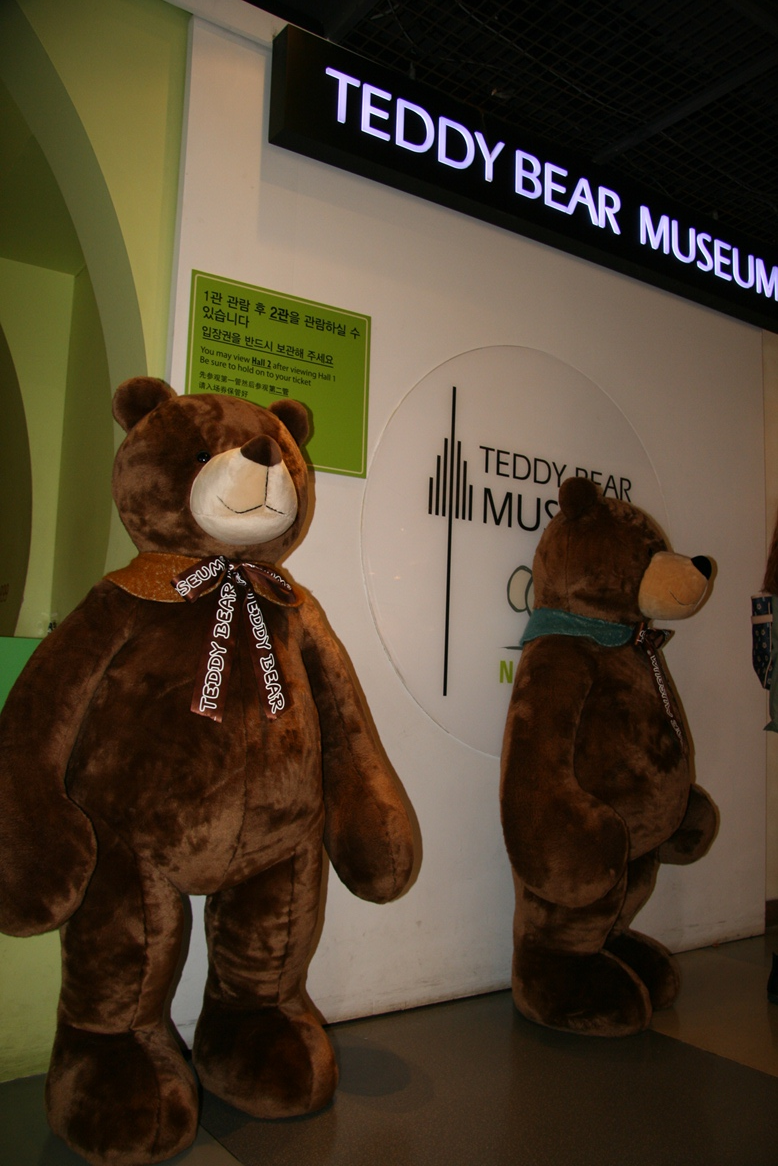
Entrada do Museu Teddy Bear
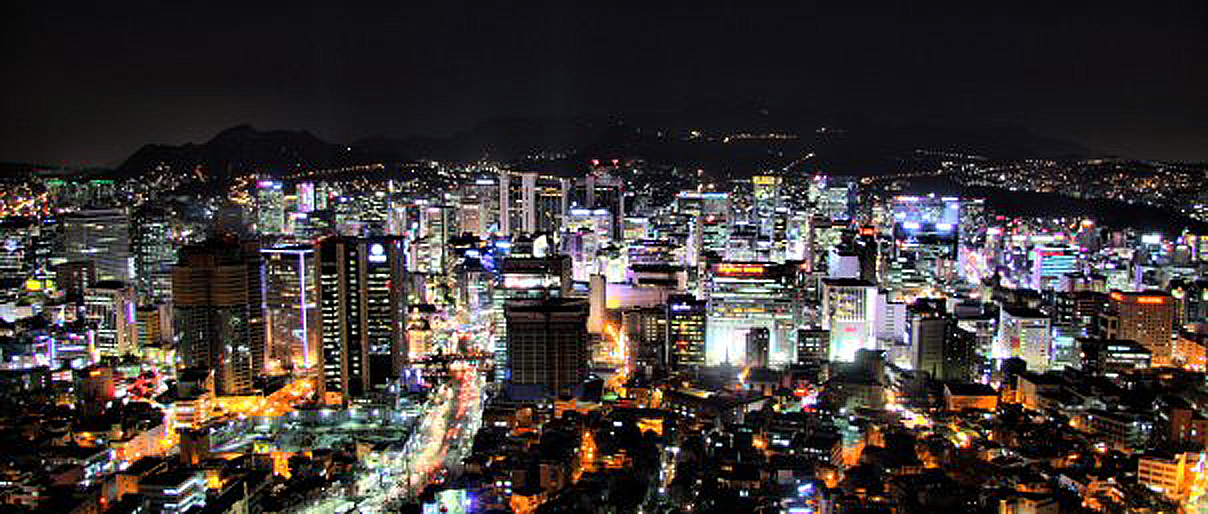
Uma vista de Seul a partir da torre
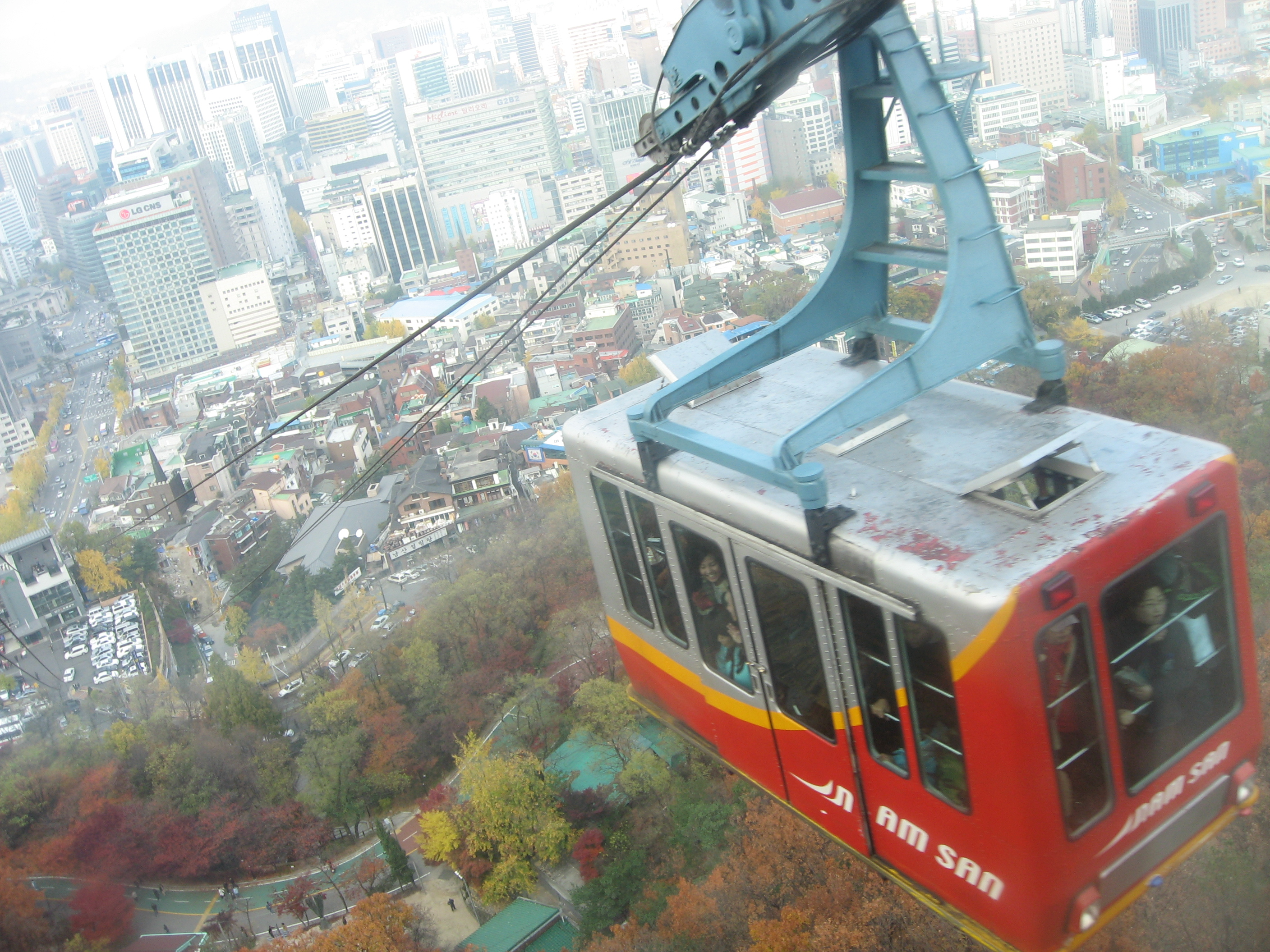
O teleférico de Namsan, que leva até a N Seoul Tower